# 黄黄高速铁路
黄黄高速铁路，即阜黄高速铁路黄黄段，西起黄冈东站与武黄城际铁路黄冈支线接轨，东至黄梅东站，于2018年12月10日全线动工建设，于2022年4月22日通车。线路全长125.12千米，全线共设车站5座，设计速度350千米/小时，是《中长期铁路网规划》（2016年修订版）中八纵八横高速铁路主通道之一京港（台）通道，和武汉—杭州客运通道的组成部分，该铁路的开通使武汉至黄梅最快仅需66分钟。

## 历史
2018年8月6日，湖北省环境保护厅批复《新建黄冈至黄梅铁路环境影响报告书》；9月21日，中国铁路总公司、湖北省人民政府联合批复黄黄高速铁路初步设计；12月10日，黄黄高速铁路正式开工建设。
2019年8月5日，黄黄高速铁路正式开始架梁，全线进入上部结构施工阶段。
2020年6月1日，黄黄高速铁路铁家冲一号隧道贯通。7月10号，黄黄高铁全线最长双线隧道——王上湾隧道全线贯通。12月22日，黄黄高铁大金一号隧道顺利贯通，至此黄黄铁路全线15座隧道全部贯通。
2021年4月18日，黄黄高铁巴河特大桥主桥顺利合龙。该桥主梁采用8米大节段悬臂造桥机施工，节省有效工期4个月，为国内高速铁路建设中首次应用。8月，阜黄高速铁路巴河线路所至黄梅东段沿线各站正式定名，其中巴河线路所至黄梅东段命名为阜黄高速铁路黄黄段，黄冈东至巴河线路所段则纳入武冈城际铁路。9月1日，工程正线轨道全线贯通。
2022年1月7日，黄黄高铁完成为期一周的静态验收。1月23日，进入联调联试阶段。3月16日，联调联试圆满结束，正式进入试运行阶段。4月8日，全线开展现场初步验收。4月22日，全线开通运营。